# 강창순
강창순(姜昌淳, 1943년 ~ 2025년 7월 29일)은 대한민국의 연구인이다. 

## 학력
- 서울대학교 원자핵공학 학사
- 매사추세츠공과대학교 대학원 박사

## 경력
- 서울대학교 원자핵공학과 교수
- 서울대학교 원자핵공학과 명예교수
- 한국원자력연구원 자문위원
- 한국원자력학회장
- 일본원자력연구개발기구 국제자문위원
- 국제원자력기구 국제원자력안전위원회 위원
- 방사성폐기물안전협약 의장
- 원자력안전위원회 위원장

## 수상
- 2009년 : 세계원자력협회 공로상

## 참고
| 전임 이주호 (교육과학기술부 장관 겸 원자력안전위원회 위원장) | 초대 원자력안전위원회 위원장 2011년 10월 26일 ~ 2013년 3월 23일 | 후임 이은철 |